# Case dei Vallati

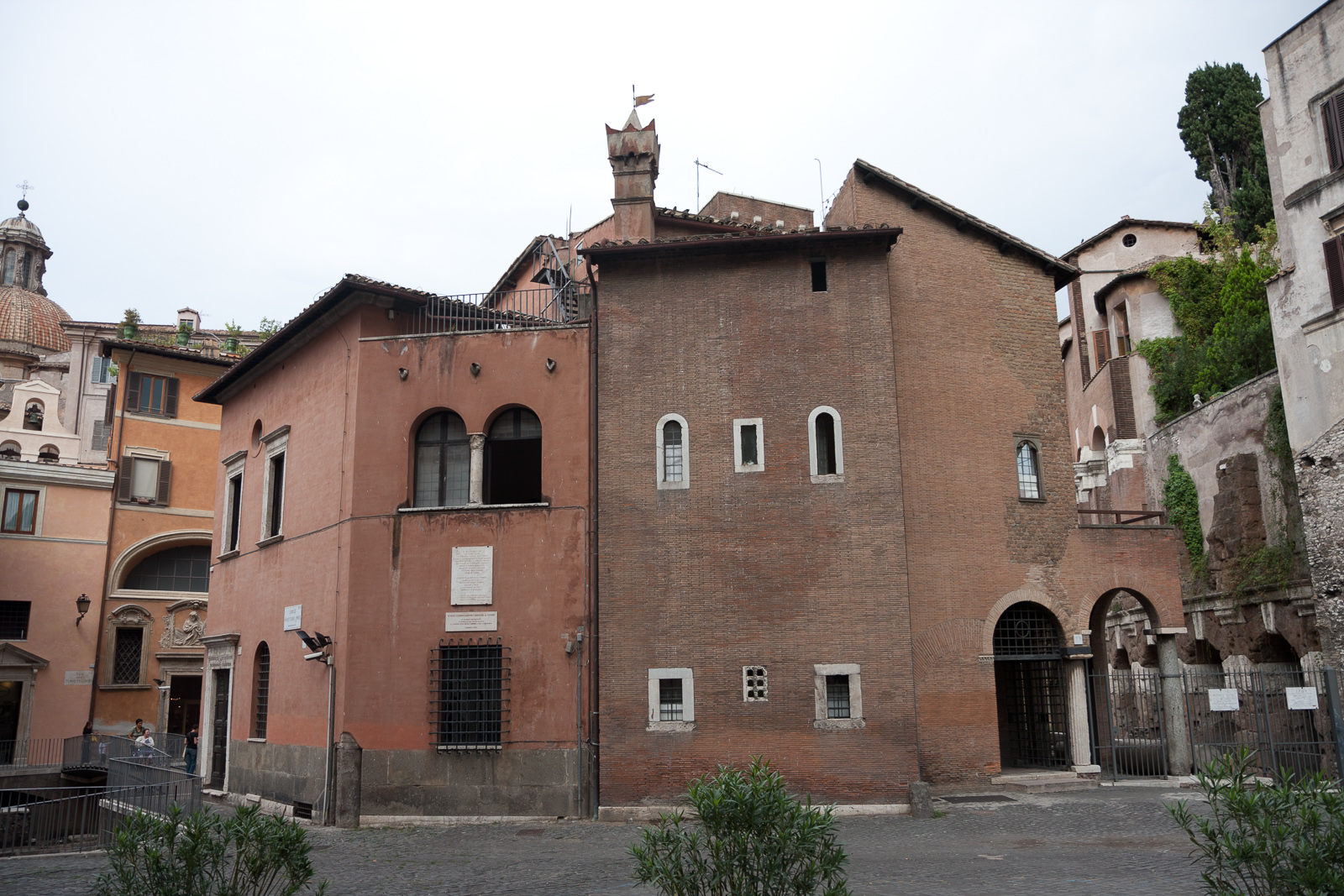
Façade face à la Via del Portico di Ottavia.

Les maisons des Vallati, aussi connues sous le nom de Casina dei Vallati, sont un ensemble de résidences médiévales du XIVe siècle situées au coin de la Via del Portico di Ottavia avec la Via del Foro Piscario dans le rione Saint-Ange à Rome. Leur nom est une référence aux Vallati, une famille de nouvelle noblesse de riches commerçants de la ville. 

## Histoire

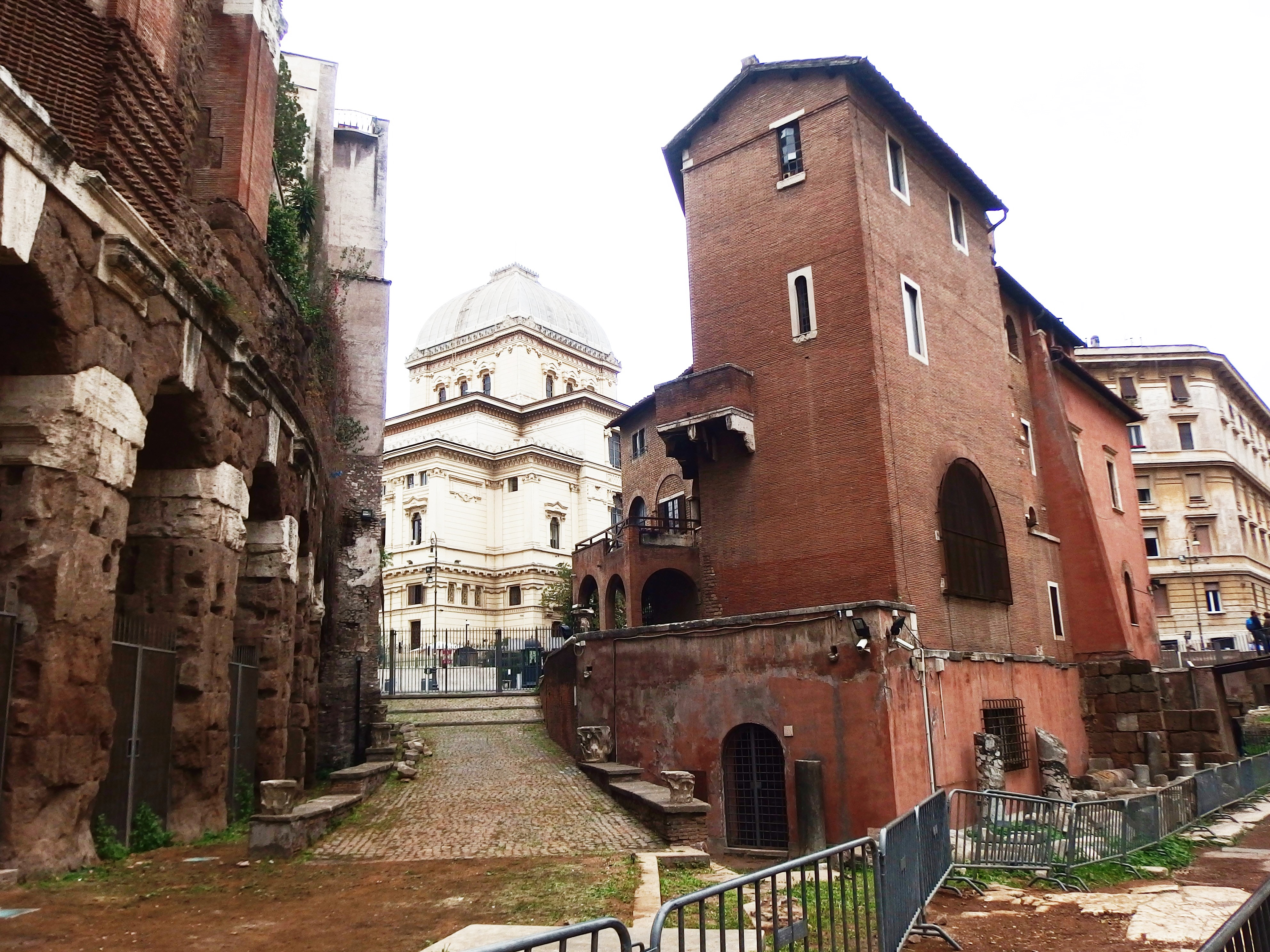
Façade face au théâtre de Marcellus. Au fond, la grande synagogue de Rome.

En avril 1926 ont commencé les travaux d'isolement et de restauration du théâtre de Marcellus et de ses environs. Au cours de l'intervention ont été découverts les vestiges d'une maison médiévale qui ont finalement été sauvés de la démolition. Cependant, même ce sauvetage n'a pas empêché une partie du bâtiment de s'effondrer en 1928, ce qui a entraîné des travaux de restauration et de reconstruction urgents achevés en 1931. Certains éléments (le portique, la loggia et certaines fenêtres en marbre et peperino) sont restés intacts et dans les endroits d'origine, tandis que d'autres éléments (comme les sculptures) ont été découverts alentour et ont ensuite été incrustés dans les murs. Au moment de la découverte de la maison des Vallati, il y avait un patio ouvert à l'intérieur duquel se trouvait une tour (reproduite plus tard, lors de la reconstruction du monument, comme une protubérance surélevée au niveau du plafond). L'ensemble faisait probablement partie des premières fortifications du théâtre de Marcellus (XIe et XIIe siècles), autour duquel a été construit le complexe des maisons des Vallati. 

## Description
Les maisons datent du XIIIe siècle. La bâtisse est composée de deux parties d'époques différentes, l'une du XIIIe siècle (face au théâtre) et l'autre du XVIe siècle. Le point de fixation entre les deux parties est clairement visible à l'endroit où le revêtement de tuf s'arrête et se poursuit par des briques. 
La maison appartient à la commune de Rome, qui occupe également l'Albergo della Catena.